# Joni Liljeblad
Joni Liljeblad, född 17 september 1989 i Uleåborg, är en finländsk ishockeyback som spelar för Kiruna IF i Division 1.